# Блу Риџ Мејнор (Кентаки)
Блу Риџ Мејнор (енгл. Blue Ridge Manor) град је у америчкој савезној држави Кентаки.

## Демографија
По попису из 2010. године број становника је 767, што је 144 (23,1%) становника више него 2000. године.
| Група             | 2000.       | 2010.       |
| Белци             | 583 (93,6%) | 705 (91,9%) |
| Афроамериканци    | 22 (3,5%)   | 32 (4,2%)   |
| Азијати           | 2 (0,3%)    | 16 (2,1%)   |
| Хиспаноамериканци | 6 (1,0%)    | 7 (0,9%)    |
| Укупно            | 623         | 767         |